# صباغة باستخدام المذيبات
الصباغة باستخدام المذيبات (بالإنجليزية: Solvent dyeing)‏: أي الصباغة باستخدام المذيبات كوسط للتبادل بدلا من الماء. وتكاد صباغة المذيبات أن تنحصر في الألوان الفاتحة وبدون ثباتية لونية وبالتالي تعدّ غير ذات أهمية كبيرة.
وهي عملية طورت في بدايات عام 1970 م لاستخدام المذيبات المناسبة بدلا من الماء كوسط للصباغة وذلك بسبب ارتفاع أسعار استجلاب الماء وندرته. تستخدم صباغة المذيبات فقط في مجالات الصباغة الاختصاصية كعملية متممة لعمليات الصباغة الموجودة في الأوساط المائية .

## مجالات التطبيق
- الصباغة الفنية وفقا للموضة حيث تصبغ الأقمشة وفق مبدأ التنظيف الجاف.
- صباغة البولي إستر، وخصوصا صباغة خيوط الخياطة عالية الشد من البوليستر.

كلتا الطريقتين هي عمليات صباغة غير مستمرة يستخدم فيها رباعي كلوروإثيلين (tetrachloroethylene).

## ميزات العملية
- لا حاجة لعمليات غسيل سابقة.
- يمكن دمج عدة عمليات إنهاء في عملية واحدة.
- بساطة عملية التجفيف.